# Las Siete Potencias
En el culto lucumí, las Siete Potencias hace referencia a las deidades más principales y poderosas del panteón orisha, que pueden variar según la tradición específica, pero que comúnmente son: Obatalá, Yemayá, Changó, Elegguá, Ogún, Orula y Oshún. Las deidades son invocadas en determinados rituales para buscar su guía, protección y bendiciones. A veces estos siete orishas son considerados ochas —que pueden «sentarse»—, así distinguiéndolos de los orishas que no pueden sentarse. Las 7 Potencias se instalan en la cabeza del santero en la ceremonia de kariocha.
Las Siete Potencias africanas suelen estar veneradas con profusos altares, en los cuales los creyentes realizan ofrendas para mantener la conexión espiritual con ellas. Los ritos varían entre las múltiples ramas que posee el culto de la santería.
Los ritos a las siete potencias suelen ir asociados a rituales y hechizos, teniendo un componente de tipo esotérico.